# Kyrylo Dryšljuk
Kyrylo Pavlovyč Dryšljuk (in ucraino Кирило Павлович Дришлюк?; Boryspil', 16 settembre 1999) è un calciatore ucraino, centrocampista dello Zorja.

## Caratteristiche tecniche
È un trequartista.

## Carriera

### Club
Ha giocato nella prima divisione ucraina ed in quella lettone.

### Nazionale
Con la nazionale Under-20 ucraina ha preso parte al Campionato mondiale di calcio Under-20 2019.

## Palmarès

### Nazionale
- Campionato mondiale Under-20: 1

Polonia 2019